# 6572 Carson
A 6572 Carson (ideiglenes jelöléssel 1938 SX) a Naprendszer kisbolygóövében található aszteroida. Yrjö Väisälä fedezte fel 1938. szeptember 22-én.